# Adil Aouchiche
Adil Aouchiche (Le Blanc-Mesnil, 15 luglio 2002) è un calciatore francese di origini algerine, centrocampista del Sunderland in prestito all'Aberdeen.

## Caratteristiche tecniche
Centrocampista estremamente duttile e dinamico, è dotato di una buona progressione palla al piede e di ottima visione di gioco periferica nonché di un grande senso del gol. Dotato di uno stile di gioco frizzante, sa farsi valere anche in fase di copertura nonostante agisca principalmente in impostazione. Tatticamente il ruolo prediletto è di mezzala in una linea mediana a 3.
Nel 2019 è stato inserito nella lista dei migliori sessanta calciatori nati nel 2002 stilata da The Guardian.

## Carriera

### Club

#### Paris Saint-Germain
Nato a Le Blanc-Mesnil, ha iniziato a giocare all'età di 6 anni con il club locale del Mitry-Mory rimanendovi fino al 2009 quanto si è trasferito al Tremblay. Nel 2013 è stato notato dagli osservatori del Paris Saint-Germain che lo hanno ingaggiato per il proprio settore giovanile. Gioca in Qatar all'Alkass International Cup nel 2018 riuscendo a vincere il torneo, segna un gol battendo per 4-2 il Tottenham, inoltre sigla una rete sconfiggendo con lo stesso risultato l'Espérance.
Nell'estate del 2019, è stato convocato dalla prima squadra per disputare la tournée estiva in Cina, per poi essere definitivamente promosso in prima squadra prima dell'inizio della stagione. Il 30 agosto ha fatto il suo esordio fra i professionisti disputando da titolare la trasferta di Ligue 1 vinta 2-0 in casa del Metz, stabilendo il record di giocatore più giovane ad aver debuttato nella massima serie con il club parigino all'età di 17 anni e 46 giorni. Proprio data la giovane età è stato costretto a scendere in campo con una casacca senza nome per via delle norme della Ligue 1.
Poco utilizzato dal tecnico Tuchel, ha rivisto il campo solamente il 5 gennaio 2020 quando ha giocato l'incontro di Coppa di Francia vinto 6-0 contro il Linas-Montlhery, match dove ha trovato la prima rete in carriera aprendo le marcature alla mezzora di gioco su assist di Colin Dagba. Una settimana più tardi ha giocato anche l'incontro del turno successivo vinto 6-1 contro il Digione.
Al termine della stagione, complice anche lo scarso utilizzo, non ha rinnovato il contratto in scadenza svincolandosi dunque dai parigini.

#### Saint-Étienne e Lorient
Il 20 luglio viene ingaggiato a parametro zero dal Saint-Étienne, con cui ha debuttato il 30 agosto seguente, nell'incontro vinto 2-0 contro il Lorient valido per la prima giornata di campionato.Segna solo due gol nel campionato francese, il primo nel pareggio per 2-2 contro il Nantes e il secondo nella sconfitta per 3-1 contro il Nizza. Successivamente veste la maglia del Lorient dove realizza una sola rete, nella goleada che si è conclusa per 6-0 ai danni de La Châtaigneraie.

#### Sunderland e Portsmouth
Gioca nella seconda divisione inglese, militando nel Sunderland, segna il gol del 3-1 battendo il Birmingham inoltre, con un rigore segnato e un assist vincente, decide la vittoria su 2-0 contro il Cardiff City. Continua a giocare in seconda divisione, con la squadra del Portsmouth.

### Nazionale
Nel 2019 ha preso parte con la nazionale Under-17 francese al campionato europeo di categoria. Con 9 gol segnati in 5 incontri, fra cui spiccano la tripletta ai giorni contro la Svezia ed il poker ai quarti contro la Repubblica Ceca, ha stabilito il nuovo record di reti nella fase finale della competizione e, più in generale, ha eguagliato il record di gol nella fase finale di una competizione organizzata dalla UEFA, precedentemente detenuto solo da Michel Platini, Elena Danilova e Shekiera Martinez oltre ad entrare a far parte della formazione ideale della manifestazione.
Alcuni mesi più tardi ha disputato anche il campionato mondiale Under-17 ottenendo la medaglia di bronzo: segna una sola rete, con il gol del 6-1 sconfiggendo la Spagna.
Ha giocato anche nella nazionale Under-20, nel 2022 ha preso parte ad alcune partite amichevole, segna un gol su punizione battendo per 6-2 l'Argentina, inoltre è autore della rete del 4-1 sconfiggendo il Messico.

## Statistiche
Statistiche aggiornate al 21 settembre 2020.

### Presenze e reti nei club
| Stagione        | Squadra             | Campionato      | Campionato | Campionato | Coppe nazionali | Coppe nazionali | Coppe nazionali | Coppe continentali | Coppe continentali | Coppe continentali | Altre coppe | Altre coppe | Altre coppe | Totale | Totale | Totale |
| Stagione        | Squadra             | Comp            | Pres       | Reti       | Comp            | Pres            | Reti            | Comp               | Pres               | Reti               | Comp        | Pres        | Reti        | Pres   | Reti   |        |
| --------------- | ------------------- | --------------- | ---------- | ---------- | --------------- | --------------- | --------------- | ------------------ | ------------------ | ------------------ | ----------- | ----------- | ----------- | ------ | ------ | ------ |
| 2019-2020       | Paris Saint-Germain | L1              | 1          | 0          | CF+CdL          | 2+0             | 1               |                    | -                  | -                  |             | -           | -           | 3      | 1      |        |
| 2020-2021       | Saint-Étienne       | L1              | 4          | 1          | CF              | 0               | 0               |                    | -                  | -                  |             | -           | -           | 4      | 1      |        |
| Totale carriera | Totale carriera     | Totale carriera | 5          | 1          |                 | 2               | 1               |                    | -                  | -                  |             | -           | -           | 7      | 2      |        |

### Record
- Record di marcature nella fase finale di un'edizione del Campionato europeo Under-17 (9 gol).
- Record di marcature nella fase finale di una competizione organizzata dalla UEFA (9 gol, ex aequo con Michel Platini, Elena Danilova e Shekiera Martinez).

## Palmarès

### Club
- Campionato francese: 1

Paris Saint-Germain: 2019-2020

### Individuale
- Capocannoniere del campionato europeo Under-17: 1

Irlanda 2019 (9 gol)